# El Tío
El Tío is een plaats in het Argentijnse bestuurlijke gebied San Justo in de provincie Córdoba. De plaats telt 1.510 inwoners.